# Distrito de Kandy
Kandy (en tamil: கண்டி) es un distrito de Sri Lanka en la provincia Central. Código ISO: LK.KY.
Comprende una superficie de 1940 km².
El centro administrativo es la ciudad de Kandy.

## Demografía
Según estimación 2010 contaba con una población total de 1 431 000 habitantes, de los cuales 733 000 eran mujeres y 698 000 varones.